# ROMANC∃
「ROMANC∃」（ロマンス）は、日本のヴィジュアル系ロックバンド・Janne Da Arcの20作目のシングル。

## 概要
- 前作「DOLLS」から1週間ぶり、メジャーデビュー5周年記念3週連続シングルの第2弾作品。5万枚限定の390円で発売された[1]。
- 3作連続のノンタイアップシングルとなった。
- オリコンチャート初登場3位を獲得。シングル・アルバム通じて自身初のトップ3入りを果たした。

## 収録曲
1. ROMANC∃
作詞・作曲：yasu
編曲：Janne Da Arc
2. OASIS -Live at Hirakata West High School November 18th,2003-
作詞：yasu、ka-yu
作曲：you
編曲：Janne Da Arc、岡野ハジメ
2003年11月18日、統廃合に伴い閉校したメンバーの出身校・大阪府立枚方西高等学校にて開催されたシークレットライブからのライブ音源。

## 参加ミュージシャン
Janne Da Arc
- yasu：Vocal
- you：Guitar
- ka-yu：Bass
- kiyo：Keyboards
- shuji：Drums

## 収録アルバム
- ARCADIA (#1)
- SINGLES 2 (#1)
- Janne Da Arc MAJOR DEBUT 10th ANNIVERSARY COMPLETE BOX (#1)